# Maria Leonor Cunha Leão
Maria Leonor Cunha Leão (Amadora, 16 de Março de 1909 - Lisboa, 27 de Agosto de 1977) foi diretora da editora Guimarães, fundada pelo seu pai Delfim Guimarães, e uma das primeiras mulheres editoras em Portugal.

## Biografia
Nascida em Lisboa em 1909, Maria Leonor ficou conhecida pelo seu trabalho na editora Guimarães, uma editora que teve um papel central na atividade literária de Lisboa na décadas de 1940 e 1960 do século XX, enquanto estava sob a sua direção.  Foi uma das primeiras mulheres em Portugal a dirigir uma editora literária.
A editora Guimarães publicou obras de autores como Fernando Gil, Sophia de Mello Breyner Andersen, Eugénio de Andrade, Alfredo Margarido, Artur Portela e Rui Cinatti, sendo particularmente conhecida por ter publicado a obra de Agustina Bessa-Luís, cujo livro A Sibila foi condecorado com o prémio Delfim Guimarães em 1953, e com o prémio Eça de Queiroz, em 1954.